# スケラニ
スケラニ（セルビア語:Скелани、ボスニア語:Skelani、クロアチア語:Skelani）は、ボスニア・ヘルツェゴビナの村。ボスニア・ヘルツェゴビナを構成する2つの構成体のうち、スルプスカ共和国に属し、ヴラセニツァ地方のスレブレニツァ自治体に位置している。スレブレニツァからは北西に6キロメートルのところにある。1991年の国勢調査では、1,123人が居住しており、うち84.59%にあたる950人はムスリム人（ボシュニャク人）であり、セルビア人は160人で14.24%、ユーゴスラビア人は7人（0.62%）、その他が6人（0.55%）であった。
ボスニア・ヘルツェゴビナ紛争中、スケラニはセルビア人勢力の支配下に置かれ、住んでいたボシュニャク人は民族浄化によって大規模に一掃された。紛争後、この地域に住んでいるのはほとんどがセルビア人である。
座標: 北緯43度58分31秒 東経19度32分8秒 / 北緯43.97528度 東経19.53556度